# Zdzisław Rajewski

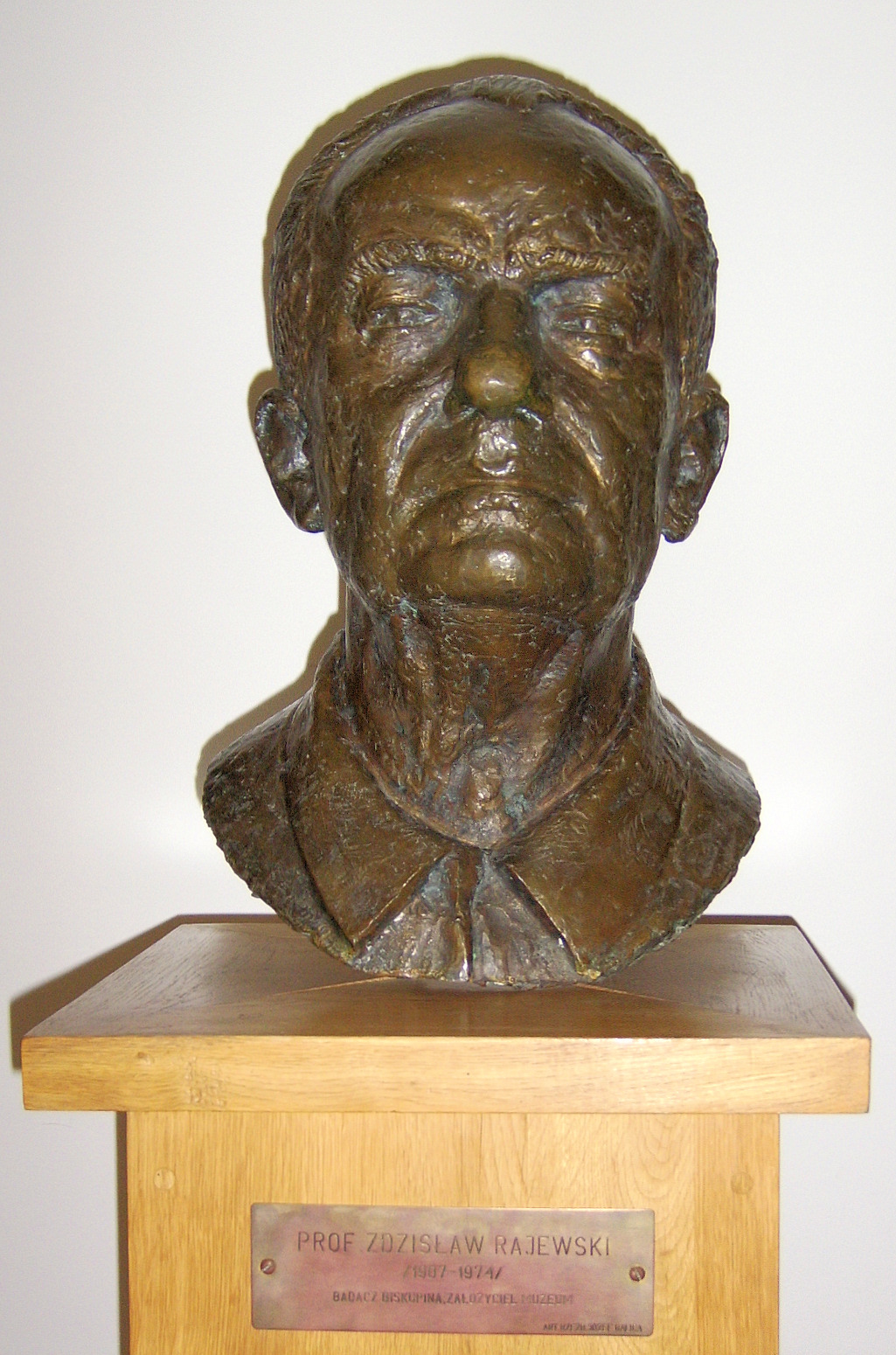
Popiersie Zdzisława Rajewskiego w Muzeum Archeologicznym w Biskupinie

Zdzisław Adam Rajewski (ur. 22 października 1907 w Dubinie, zm. 2 czerwca 1974 w Warszawie) – polski archeolog, profesor, dyrektor Państwowego Muzeum Archeologicznego w Warszawie, Rady Naukowej Instytutu Historii Kultury Materialnej PAN od 1953.

## Życiorys
Był synem Antoniego i Gabrieli z Wybieralskich. Ukończył Gimnazjum Państwowe im. Marii Magdaleny w Poznaniu, a następnie studia Wydziale Humanistycznym Uniwersytetu Poznańskiego (1927–1931). W 1936 roku uzyskał doktorat za pracę Wielkopolskie cmentarzyska rzędowe okresu wczesnodziejowego.
Od 1934 do 1939 wspólnie z Józefem Kostrzewskim kierował badaniami w Biskupinie, a także innymi badaniami wykopaliskowymi (m.in. w Komorowie), ratowniczymi (w Szelejewie) i powierzchniowymi na terenie Wielkopolski. Wraz z Kostrzewskim należał do twórców polskiej szkoły archeologicznej, wdrażał nowoczesne metody w muzealnictwie i wystawiennictwie.
W 1936 poślubił Ludmiłę Durczewską, z którą miał trzy córki: Elżbietę (żona Zbigniewa Bukowskiego), Sławę (żona Krzysztofa Nowińskiego - archeologa, redaktora naczelnego Spotkania z Zabytkami) i Jolantę.
Po II wojnie światowej był współzałożycielem Instytutu Zachodniego i dyrektorem Oddziału Instytutu w Lesznie (1 kwietnia 1945 do 30 czerwca 1946). Od lipca 1946 był wicedyrektorem Instytutu Badań Starożytności Słowiańskich przy UP (od 1950 jako Kierownictwo Badań nad Początkami Państwa Polskiego).
W lipcu 1948 powołany na dyrektora Państwowego Muzeum Archeologicznego w Warszawie.
Był redaktorem czasopism, m.in. Wiadomości Archeologicznych, Materiałów Starożytnych, Materiałów Wczesnośredniowiecznych, Archeologii Polski. Należał do Rady Naukowej Instytutu Historii Kultury Materialnej Polskiej Akademii Nauk, Rady Programowej Muzealnictwa w Ministerstwie Kultury i Sztuki, polskiego komitetu International Council of Museums, Międzynarodowej Unii Nauk Pro- i Protohistorycznych, prezydium Unii Archeologii Słowiańskiej.
Organizował wystawy, m.in. „Początki Państwa Polskiego”, „Hallstatt” (we współpracy z Naturhistorisches Muzeum w Wiedniu).
Zmarł nagle 2 czerwca 1974 w Warszawie, pochowany na cmentarzu Wojskowym na Powązkach (kwatera A35-2-5).

## Publikacje
- Wielkopolskie cmentarzyska rzędowe okresu wczesnodziejowego [w:] Przegląd Archeologiczny 1937, tom 6.
- Biskupin i jego okolice. 10 tysięcy lat historii.

## Ordery i odznaczenia
- Krzyż Komandorski Orderu Odrodzenia Polski (1964)
- Krzyż Oficerski Orderu Odrodzenia Polski (11 lipca 1955)[3]
- Krzyż Kawalerski Orderu Odrodzenia Polski (1 maja 1953)[4]
- Złoty Krzyż Zasługi (11 listopada 1936)[5]
- Medal 30-lecia Polski Ludowej
- Medal 10-lecia Polski Ludowej (19 stycznia 1955)[6]
- Odznaka 1000-lecia Państwa Polskiego
- Odznaka Honorowa Gryfa Pomorskiego
- Złota Odznaka „Za opiekę nad zabytkami”
- Złota Odznaka „Za zasługi dla województwa warszawskiego”
- Medal „Zasłużony dla Archeologii Polskiej”

## Nagrody
- Państwowa Nagroda Naukowa II stopnia (zespołowa) w dziedzinie nauk humanistycznych za dotychczasowe wyniki badań wykopaliskowych i koncepcyjnych, dotyczących powstania Państwa Polskiego (29 lipca 1950)[7]
- Nagroda Województwa Bydgoskiego I stopnia w dziedzinie kultury i nauki (1960)
- Nagroda Ministra Kultury i Sztuki I stopnia za całokształt osiągnięć w dziedzinie archeologii (1965)
- Nagroda Miasta Stołecznego Warszawy za osiągnięcia w dziedzinie upowszechniania kultury (1965)